# Conus behelokensis
Conus behelokensis é uma espécie de búzio, um caracol (molusco) marinho gastropoda da família Conidae.
Essa espécie é predatória e peçonhenta. Eles são capazes de "picar" humanos.

## Descrição
O tamanho da concha varia entre 34 mm e 65 mm.

## Distribuição
O Conus behelokensis pode ser encontrada no ocidente do Oceano Índico.